# Allison Jolly
Allison Blair Jolly (Saint Petersburg, 4 augustus 1956) is een Amerikaans zeilster.
Jewell won tijdens de Olympische Zomerspelen 1988 samen met Lynne Jewell de gouden medaille in de 470.

## Resultaten

### Olympische Zomerspelen
| Jaar | Plaats | Resultaten |
| ---- | ------ | ---------- |
| 1988 | Seoel  | 470        |

1988: Lynne Jewell / Allison Jolly ·
1992: Patricia Guerra / Theresa Zabell ·
1996: Begoña Vía Dufresne / Theresa Zabell ·
2000: Jenny Armstrong / Belinda Stowell ·
2004: Sofia Bekatorou / Aimilia Tsoulfa ·
2008: Elise Rechichi / Tessa Parkinson ·
2012: Jo Aleh / Polly Powrie ·
2016: Saskia Clark / Hannah Mills ·
2020: Hannah Mills / Eilidh McIntyre